# Ибрахим Мржљак
Ибрахим Мржљак (Велика Кладуша, 1924 – Топуско, 24. мај 1944), учесник Народноослободилачке борбе и народни херој Југославије.

## Биографија
Родио се у Великој Кладуши 1924. године. Нижу пољопривредну школу је завршио у Бања Луци, а у свом родном месту се повезао са револуционарним покретом. До октобра је обављао дужност курира у Великој Кладуши, а тада одлази на слободну територију Кордуна. У ослобођеној Кладуши се враћа и ступа у „Вергашов” одред у фебурару 1942. године. Тада се истакао као као храбар борац у борбама на Петровој Гори. Члан КПЈ постао је 1942. године.
Крајем 1942. године враћен је на политички рад на терен Велике Кладуше, а касније ће поново ступити у Крајишку бригаду. Прво је био политички делегат вода, па секретар партијске ћелије и заменик комесара чете. Код Босанског Новог његова чета је одбила више узастопних немачких напада. У том нападу је тешко рањен. Након опоравка именован је за командира чете у Цазинском НОП одреду. Учествовао је са одредом у нападу на Цазин 14/15 новембра и у Кордунашкој-банијској операцији 1943. године. Нарочито се истакао у нападу на Врнограч када је његова чета дошла у тешку ситуацију. Како би омогућио њено извлачење узео је пушкомитраљез и држао одступницу. Чета је успела да се извуче без већих губитка.
Цазински одред је раформиран у фебруару 1944. године и ушао је у састав Прве муслиманске бригаде Унске оперативне групе. Ибрахим је именован за оперативног официра Прве муслиманске групе и на новим задацима радио је доста предано и успешно. Дан уочи Десанта на Дрвар немачке снаге су извршиле напад на Топуско где је био главни штаб ЦК и ЗАВНОХ. Желели су да препадом униште Централни орган НОП у овој федералној јединици. У борбу је прво ступила Прва муслиманска бригада, а затим су укључене још три бригаде НОВЈ. Немци су били присиљени на повлачење преко Глине, а Ибрахим је са водом бораца спречавао њихово извлачење. У јуришу је погинуо.
Указом председника ФНР Југославије Јосипа Броза Тита, 24. јула 1953. године, проглашен је за народног хероја.